# Playa de La Palmera
La playa de La Palmera se ubica en la villa de Candás, en el concejo asturiano de Carreño, España. Forma parte de la Costa Central asturiana, la cual se caracteriza por ser de los pocos tramos costeros de Asturias que no tiene protección medioambiental.

## Descripción
Se trata de una playa en forma rectilínea que se encuentra a continuación de la playa de Candás, y dispone como ésta de todo tipo de servicios, añadiendo a la lista la presencia de una zona de aparcamiento para entre 50 y 100 vehículos en las inmediaciones de la playa.
Las mejoras y las obras de acondicionamiento han hecho que esta playa sea actualmente accesible para minusválidos (mediante una rampa que permite el acceso al lecho arenoso), disponiendo además en el propio arenal de alfombras palilleras de madera y en los meses de temporada de verano se ofrece gratuitamente un servicio de baños para personas con escasa movilidad (anfi-bugui).